# Bowdenkabel
Et bowdenkabel er et kabel til overførelse af bevægelse i en maskine. Der er bøjeligt. Kablet består af et ydre, fleksibelt rør, ofte i form af en spiral af ståltråd med en indre belægning af plastik, og et indre kabel af stålwire eller en enkelt tråd, der både kan rotere og bevæges frem og tilbage langs med det ydre rør. Derved kan overføres både en roterende bevægelse og skub eller træk. Kablet kan laves enkelt og let, når en bevægelse skal overføres ad en krum bane, evt. en foranderlig bane, i modsætning til tandhjul og f.eks. en kardansk aksel. 
Kablet anvendes f.eks. til håndbremser og gearskifter på cykler, overføring af bevægelser fra knapper og håndgreb på et panel, pedaler i biler, fleksible aksler til boremaskiner og har tidligere været brugt til trådudløsere på fotografiapparater. 